# Phantasy Star Universe
Phantasy Star Universe (em japonês: ファンタシースターユニバース Fantashī Sutā Yunibāsu)ou PSU é um jogo eletrônico do gênero RPG de ação desenvolvido pelo Sonic Team e publicado pela Sega em 2006 para Microsoft Windows, PlayStation 2 e Xbox 360.
O jogo é similar ao Phantasy Star Online (PSO), mas se passa em lugar e tempo diferente.

## História
Phantasy Star Universe é ambientado em uma galáxia distante, onde existe um sol orbitado por três planetas: Parum, Neudaiz e Moatoob - Guhral System. Esses planetas são habitados por humanos e raças criadas por humanos: Beasts, CASTs e Newmans. Durante 500 anos houve uma guerra entre as raças, mas, há 100 anos, uma aliança entre as raças pôs fim à guerra. Porém, essa época de prosperidade corre o risco de acabar com a chegada do SEED

## Story Mode
Phantasy Star Universe traz um modo de história completo, com 12 episódios e duração média de 15 horas. No game, o jogador controla Ethan Waber, um jovem residente de GUARDIANS Colony. Ao completar o sexto episódio, o jogador poderá desfrutar do Extra Mode, onde você pode criar seu próprio personagem e entrar em missões livres, ao invés de Ethan. Entretanto, o Extra Mode não conta com 1/10 de tudo o que há no modo Multiplayer, desde roupas até armas.

## Raças
-Humans - A mais antiga e numerosa raça. Os Humans são os personagens mais balanceados, logo podem desempenhar qualquer "Job type".

-CASTs - São seres robóticos criados pelos humanos para desempenhar papéis político-administrativos. Estes seres vivem predominantemente em Parum, apesar de compreenderem apenas 5% da população total do planeta. Não obstante, os CASTs tomam conta de toda a política do planeta. A maioria dos CASTs não confiam em outras raças, pois, segundo eles, seres não-cibernéticos são imprevisíveis. Eles vivem em torno de 200 anos, mas quando chegam perto dessa idade começam a sofrer de uma doença incurável chamada ICS - Instant Crash Syndrome (Síndrome de pane instantanea), fazendo com que eles parem de funcionar repentinamente.

-Newmans - São um tipo de Human mais fraco fisicamente, porém com grande força mental. São a maioria no planeta Neudaiz. Newmans tendem a ser devotos à religião chamada Communion of Gurhal (ou COG), embora haja vários devotos de outras raças.

-Beasts - São humanos modificados para serem mais fortes fisicamente. São a maioria da população em Moatoob. Curiosamente, CASTs tendem a ser preconceituosos com relação a Beasts.

## Personagens
-Ethan Waber - Ethan reside em GUARDIANS Colony com sua irmã Lumia. Seu pai, Olson Waber, era um Guardian, e morreu durante uma missão, deixando Ethan e sua mulher gravida. Ao dar à luz Lumia, a mãe de Ethan morreu, e os dois acabaram sendo criados por seus tios. Desde então, Ethan tem odiado os Guardians, pois eles arruinaram com sua família. Um dia, Mirei Mikuna, a Divine Maiden, estava em GUARDIANS Colony para celebrar o aniversário de 100 anos da "Tripartite Alliance" quando ouve um ataque de SEED. Ao evacuar, Lumia fica presa em destroços, e Ethan sai para pedir ajuda. Ele encontra Leogini Santosa Berafort, um Guardian. Leo (como Leogini gosta de ser chamado) se fere ao ataque de um SEED Form e Ethan pega seu equipamento para tentar salvar Lumia. Após o acontecido, Ethan decide se tornar um Guardian.
-Karen Erra - Karen e a instrutura de Ethan Waber e Hyuga Ryght no inicio do jogo. Ela não lembra nada de seus pais, e quando lembra de algo, a única coisa que ela vê é um Onmagoug a atacando. Ela é uma Newman, porém não sabe usar nenhum TECHNIC.
-Leogini Santosa Berafort - Um Guardian que ama o que faz. Leo diz que embora ele corra riscos e que ele tenha uma mulher e filha, ele nunca pensou em deixar os Guardians.
-Hyuga Ryght - Companheiro de Ethan na escola dos Guardians. Reconhecido por ser o melhor da classe com espadas e por conquistar as mulheres. Devoto a Communion of Gurhal, Hyuga é um fã assumido da Divine Maiden.
-Lou - Lou é uma CAST misteriosa, que aparentemente está em todo lugar. Ela é fria, pois, segundo  a própria Lou, ela não tem sentimentos (provavelmente se referindo a algum chip emulador de sentimentos).
-Tonnio Rhima - Tonnio parece ser uma criança de 12 anos, mas na verdade ele é um pequeno beast com seus 26 anos. Ele costumava ser o líder de uma gangue, mas Leo o levou para os Guardians. Tonnio é reconhecido pelo seu jeito de falar e por usar constantemente o Nanoblast Adaka Val, que o transforma em uma criatura gigante e de força extrema.
-Maya Shidow - Maya faz parte do time de Desenvolvimento Tecnológico dos Guardians. Durante o jogo, ela desenvolve rações para os Guardians se alimentarem no meio das missões, mas não parece algo muito saboroso, segundo Ethan e Hyuga. É a única Force entre todos os NPCs
-Lucain Nav - Nav é o diretor dos Guardians, e ajudou na formação da entidade, há 100 anos. Por sua idade avançada, Nav sofre de ICS - Instant Crash Syndrome (Síndrome de pane instantanea).
-Mirei Mikuna
-Doghi Mikuna
-Izuma Rutsu
-Fullyen Curtz
-Alfort Tylor
-Liina Sukaya
-Hiru Vol
-Do Vol
-No Vol
-Renvolt Magashi

## Multiplayer
O game também trará um modo online e que será totalmente independente da experiencia Single Player. A jogatina online custará em torno de 25 reais (com o dolar a R$2,50), serão três mundos para se explorar online e os times poderão ser de até 6 jogadores.
Apesar do jogo anterior da série, o Phantasy Star Online (e suas "expanções") ja terem trazido um modo single-player/offline, a verdade é que ele era essencialmente o modo online sem times. No Phantasy Star Universe será diferente, o game trará um single player caprichado e único, com uma história desenvolvida, personagens principais e com uma história definida, um mundo definido, uma ordem lógica, será igual o que estamos acostumados a ver em outros rpgs single player de consoles como Final Fantasy e outros jogos.
No site oficial do game se encontra as seguintes informações:
O novo episódio tão aguardado da série Phantasy Star esta a caminho! Phantasy Star Universe trará um rico mundo e mais envolvente ainda, Phantasy Star Universe lhe trará horas de diversão tanto no single player como online.
Confira alguns dos detalhes:
- Três planetas gigantes para explorar. mais de 20 gigantescas dungeons.
- Todos os inimigos são novos e mais de 15 chefes para lhe desafiar, cada um com suas forças e fraquezas.
- A trilha sonora do game será a maior de todos os outros games da série, com uma espécie de cultura musical diferente para cada um dos plantas existentes no sistema Algol, para que isso fosse possível, foram contratadas duas orquestras.
- Haverá mais de 3 horas de efeitos sonoros no game
- O game trará uma variação enorme de armas, que poderão ser combinadas entre si formando um arsenal individual, dependendo do estilo de jogo da cada um.
- Veículos controlados pelo jogador, não é mais necessário explorar tudo a pé.
- A melhor experiencia online da série até agora, o game terá um mundo em constante atualização.
- Phantasy Star Universe terá um modo em primeira pessoa para atacar e interagir com o cenário quando necessário.
- O Single Player será a prioridade em Phantasy Star Universe, trazendo uma história única e épica.
- Após chegar em um certo ponto no desenvolvimento do personagem será dada a habilidade de conquistar duas classes (HU, RA ou FO) e usa-las ao mesmo tempo.
- PC e PS2 jogarão juntos online (não há detalhes a respeito da versão Xbox 360).

Todos os outros detalhes podem ser vistos nos seguintes links
GameStart Informações em Português
PSU Sedai Comunidade brasileira do game Phantasy Star Universe
PSO World (em inglês)

## Ambition of the Illuminus
Ambition of the Illuminus é a expansão lançada para o jogo em 2007, as versões para Microsoft Windows e PlayStation 2 vieram na forma de jogo completo, sem necessitar do jogo original para poder ser jogado, a versão do Xbox 360 veio em forma de DLC, sendo necessária a versão original do jogo.